# 贝子庙
贝子庙，清廷赐名崇善寺，蒙古语俗名班智达葛根庙（ᠪᠠᠨᠳᠢᠳᠠ
ᠭᠡᠭᠡᠨ
ᠬᠡᠶᠢᠳ），位于内蒙古自治区锡林郭勒盟锡林浩特市额尔敦敖包山下，是一座汉藏式藏传佛教格鲁派寺院。锡林浩特的旧称“贝子庙”即得名于此。

## 历史
贝子庙始建于清朝乾隆八年（1743年），直到光绪年间扩建，历经前后七世活佛六次大规模扩建而成，共耗白银174多万两。当时，贝子庙所在地区较为闭塞，建庙所用木石及佛像、经卷等物均从多伦、张家口、北京、西藏等地运来，依靠的交通工具较为原始，故建庙十分艰难。位于锡林浩特市北部“额尔敦陶力盖”敖包南坡下，因原是阿巴哈纳尔左翼旗的贝子所建，故名“贝子庙”。
贝子庙由清朝阿巴哈纳尔左翼旗第四代札萨克固山贝子班珠尔多尔济（1717年至1764年在任）在青海藏传佛教高僧、本寺第一世章隆·班智达巴拉珠尔伦德布的建议下，于乾隆八年（1743年）创建。当时兴建了一座六十根柱子的楼阁式大经堂，其外有大围墙。阿巴哈纳尔左翼旗第五代札萨克固山贝子达克丹朋苏克（1764年至1792年在任）时，于乾隆四十八年（1783年）对该庙进行大规模扩建。此次扩建时兴建的建筑有金刚殿两座，十六罗汉殿、药王殿、观音殿、菩萨殿、龙王殿、钟鼓楼寺、山门殿、饮膳殿、僧侣住宅等等。此外，当时还扩建了起初兴建的大经堂，增加了三十二根柱子。各殿内有大量反映蒙古族历史及生活的壁画。
乾隆五十一年（1786年），乾隆帝赐封巴拉珠尔伦德布为一世“阿日旺·章隆·班智达”活佛，称号的藏语意为“聪明传教师”。“班智达葛根庙”由乾隆帝钦赐汉名“崇善寺”，并赐给满、蒙、汉、藏四种文字的匾额。贝子庙也由此被称为“阿日雅·章隆·班智达葛根庙”。此次扩建后，贝子庙建筑规模不变，基本保持至文化大革命前。
在贝子庙建成后的百余年时间内，贝子庙香火极盛。鼎盛时期，贝子庙与五当召、锡拉木伦庙、百灵庙是内蒙古中西部四大藏传佛教寺庙。
贝子庙原有清朝度牒（编额）喇嘛不超过50多人，但至清朝嘉庆年间，该庙实际已有喇嘛1500多人，达到鼎盛时期。1944年时，该庙仍有喇嘛800余人。
第二次国共内战时期，贝子庙是中共锡察巴乌工委所在地。中国共产党在此培养了大批干部，成为内蒙古的革命根据地及乌兰夫亲自领导下的内蒙古自治运动发祥地。
文化大革命中，贝子庙遭受严重破坏。
贝子庙历史上主要有七座大殿，到2010年前后，留存的大殿仅剩五座，分别位于四个院落中，而且分属宗教、文物、旅游这三个不同的政府部门管辖。因管辖部门不同，故原来完全是宗教场所的贝子庙的很大一部分已被分割成为历史展览馆、旅游商品交易场所等等。

## 建筑
贝子庙历史上主要有七座大殿，分别为朝克钦殿、明干殿、却日殿、珠都巴殿、甘珠尔殿、丁克尔殿、额日特图殿，5座拉布楞（活佛殿），5座佛塔。目前，留存的大殿仅剩朝克钦殿、明干殿、却日殿、珠都巴殿、甘珠尔殿五座。此外还有30多个庙仓及两间喇嘛住宅，位于庙宇的东西两侧及后侧。
贝子庙以朝克沁殿为中心，两侧分别为却日殿，明干殿，珠都巴殿，拉布楞殿、满巴殿等等殿堂，各殿山门前均有广场及照壁，除了东、西通道之外，还别分设有矮墙，使各个广场成为闭合性空间。